# ششنق د
شوشنق أو شاشنق والمعروف باسم ششنق د، كان كاهنًا أكبر للإله بتاح خلال الأسرة الثانية والعشرين. كان شوشنق الابن الأكبر للملك أوسركون الثاني والملكة كاروماما الأولى. أشرف على دفن ثور أبيس المقدس السابع والعشرين (في سقارة). لأسباب غير معروفة، لم يخلف شوشنق والده على العرش ودُفن في منف خلال فترة حكم شوشنق الثالث. تم العثور على مقبرة شوشنق مكتملة وسليمة وغير منهوبة في عام 1942.
يُعرف أن شوشنق كان له ابن يدعى تاكيلوت ب. ومن خلال تاكيلوت ب، كان جدًا لرجل يُدعى بادي إسي، الذي كان رئيسًا لقبائل الما، وكان جدًا كبيرًا لكاهن أعظم لاحق للإله بتاح يُدعى بفتيوعاوباستت.
الأغراض المنسوبة إلى شوشنق تشمل:
- تمثالين راكعين يحملان ناووسًا (واحد الآن في بودابست، متحف الفنون الجميلة (51.2050)، والآخر في فيينا، متحف تاريخ الفنون (ÄS 5773) - ومع ذلك، لا يحمل تمثال فيينا أي نقوش تعريفية مؤكدة[4]). يعطي تمثال بودابست ألقاب وعلاقات شوشنق العائلية: "الأمير العظيم رئيس جلالة الملك، الكاهن الأعظم وكاهن سِم للإله بتاح، ابن الملك العظيم رب الأرضين أوسرماعت رع ستبن آمون، ابن رع، سيد التجليات أوسركون (الثاني) مري آمون سا-باست، وأمه كارمعما"[3]
- كأس، موجود الآن في برلين.
- خنفساء (جعران) في متحف بتري في لندن.[2]